# Усамљеност
Усамљеност је непријатан емоционални одговор на перципирану изолацију. Описује се као социјални бол, психолошки механизам који мотивише појединце да траже друштвене везе. Често се повезује са нежељеним недостатком повезаности и интимности. Усамљеност се преклапа, а ипак разликује од самоће која је једноставно стање одвојености од других, они се сви не осећају усамљено. Као субјективна емоција, усамљеност се може осетити чак и када су окружени другим људима. Узроци усамљености су различити, укључују друштвене, менталне, емоционалне и факторе околине.
Истраживања су показала да се налази у читавом друштву, укључујући и људе у браку и оне са успешним каријерама. Већина људи у неким тренуцима свог живота доживи усамљеност, док је неки осећају врло често. Као краткорочна емоција, може бити корисна тако што подстиче јачање односа. Штетном се сматра хронична усамљеност, а бројни прегледи и мета–студије закључују да је значајан фактор ризика за лоше исходе менталног и физичког здравља.
Усамљеност је дуго била тема у књижевности, почевши од Епа о Гилгамешу. Академска студија о усамљености била је оскудна све до краја двадесетог века. У 21. веку се све више препознаје као друштвени проблем, при чему и невладине организације и владини актери настоје да је истраже.

## Историја
Усамљеност је била тема у књижевности кроз векове, све до Епа о Гилгамешу. Према Фај Бунд Алберти, реч је тек око 1800. године почела да означава негативно стање. Уз неке изузетке, ранији списи и речничке дефиниције усамљености су настојали да га изједначе са самоћом, стањем које се често сматрало позитивним, осим ако није претерано. Од око 1800. године реч усамљеност је почела да добија своју модерну дефиницију као болно субјективно стање што може бити последица економских и друштвених промена насталих током просветитељства. Упркос растућој свести о проблему усамљености, широко распрострањено друштвено препознавање проблема је остало ограничено, а научна проучавања оскудна, све до последње четвртине двадесетог века. Једну од најранијих студија о усамљености објавио је Џозеф Харолд Шелдон 1948. Књига The Lonely Crowd из 1950. је помогла у даљем подизању профила усамљености међу академицима. За ширу јавност, свест је подигла песма Eleanor Rigby Битлса из 1966.
Према Јуџину Гарфилду, Роберт Стјуарт Вајс је скренуо пажњу научника на тему усамљености, својом публикацијом Loneliness: The experience of emotional and social isolation из 1973. године. Пре Вајсовог објављивања, оно мало студија о усамљености које су постојале углавном се фокусирало на старије одрасле особе. Након његовог рада, а посебно након објављивања UCLA скале усамљености 1978. године, научно интересовање за ову тему се проширило и знатно продубило, при чему су десетине хиљада академских студија спроведене како би се истражила усамљеност само међу студентима, а много више се фокусирало на друге подгрупе и на целе популације.
Забринутост шире јавности због усамљености се повећала деценијама од објављивања песме Eleanor Rigby до 2018. године када су владе подржале кампање против усамљености у земљама укључујући Уједињено Краљевство, Данску и Аустралију.